# SIX Swiss Exchange

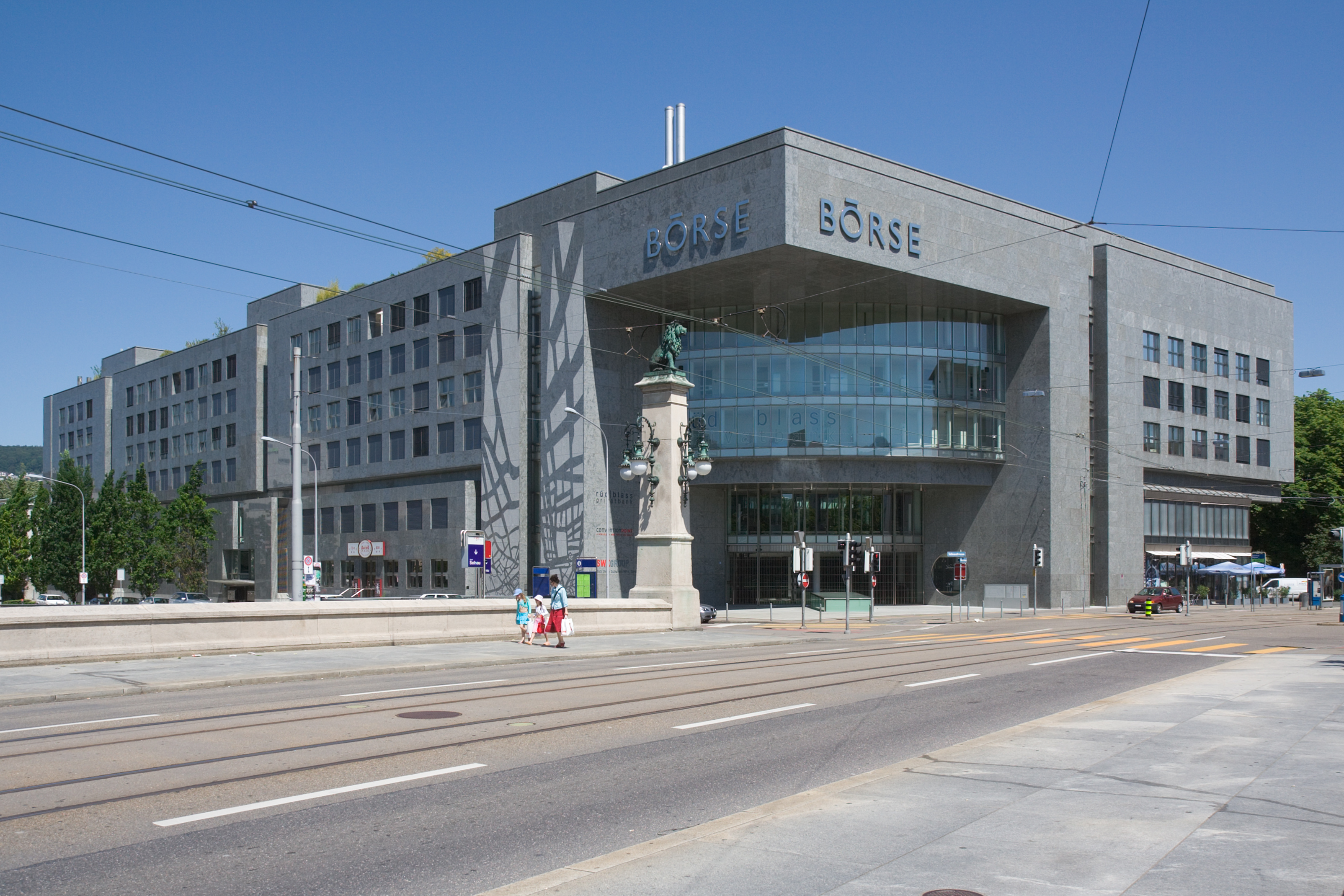
SIX Swiss Exchange, Zúric

El SIX Swiss Exchange (anteriorment dit SWX Swiss Exchange), amb seu a Zúric, és la principal borsa de valors de Suïssa (l'altra és Berne eXchange). Es va crear el maig de 1995 amb la fusió de tres borses suïsses: Ginebra, Basilea i Zuric i que oficialment s'anomena "Schweizer Börse" (en alemany), "Bourse suisse" (en francès), "Borsa svizzera" (en italià) i "Swiss exchange" (en anglès). El 23 d'abril de 2002 es va convertir en una societat anònima.
Aquest índex té una base de 1.500 punts a 30 de juny de 1988 i los valors de líndex ponderen segons el criteri de capitalització. La composició d'índex es revisa anualment l'1 de gener o l'1 de juliol.
A més del SMI (Swiss Market Index, principal índex del SIX) la família d'índex de Suïssa, està formada pel SPI (Swiss Performance Index), SPIX (SPI sense ajust de dividends), el SMIC, (SMI amb ajust de dividends), i el Swiss Bond Indices (SBI).
Algunes empreses que hi cotitzen
- Sika AG
- Nestlé
- Novartis
- Lindt